# Publicité murale

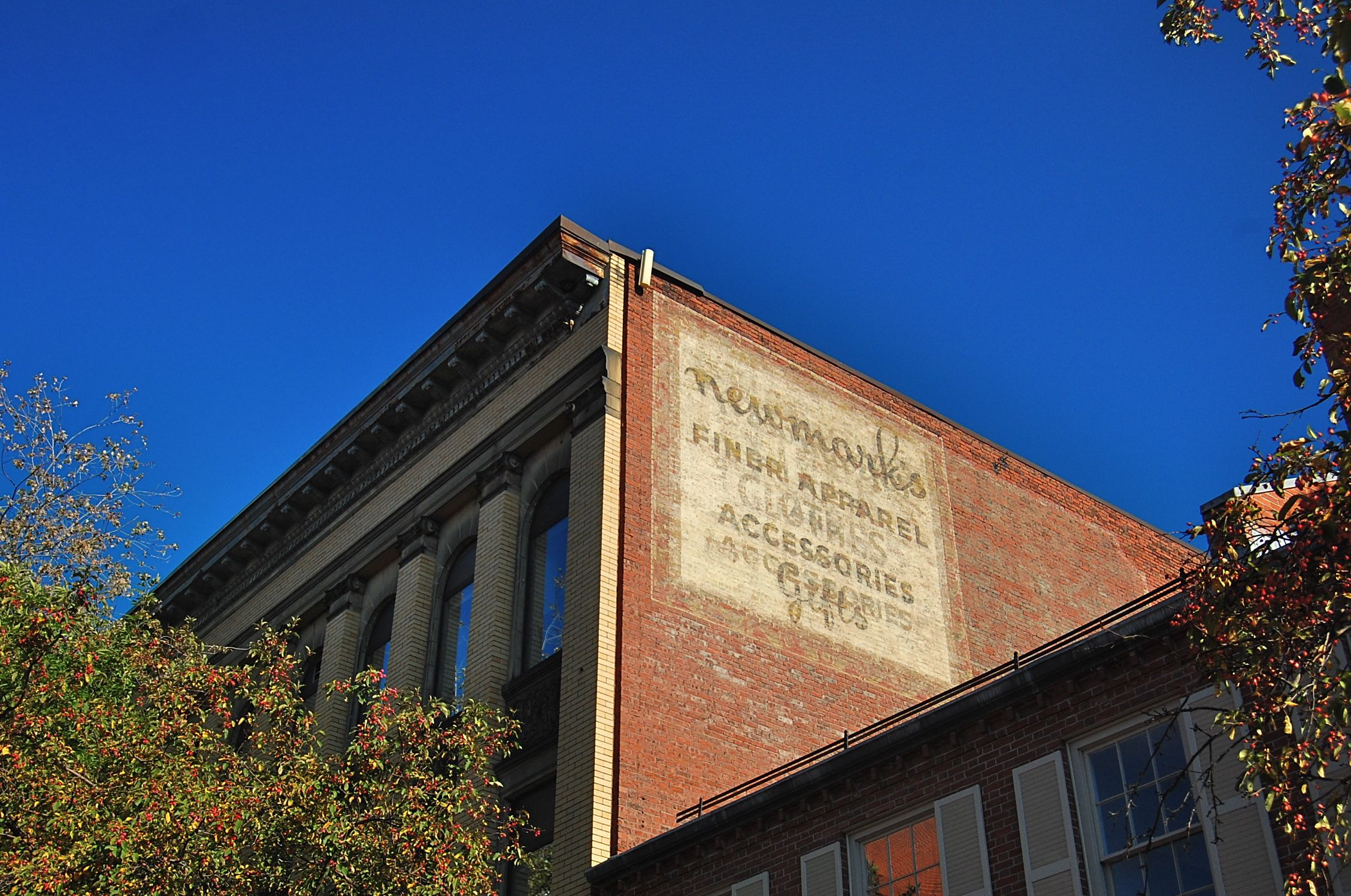
L'enseigne d'un ancien magasin de vêtements à Salem (Massachusetts).

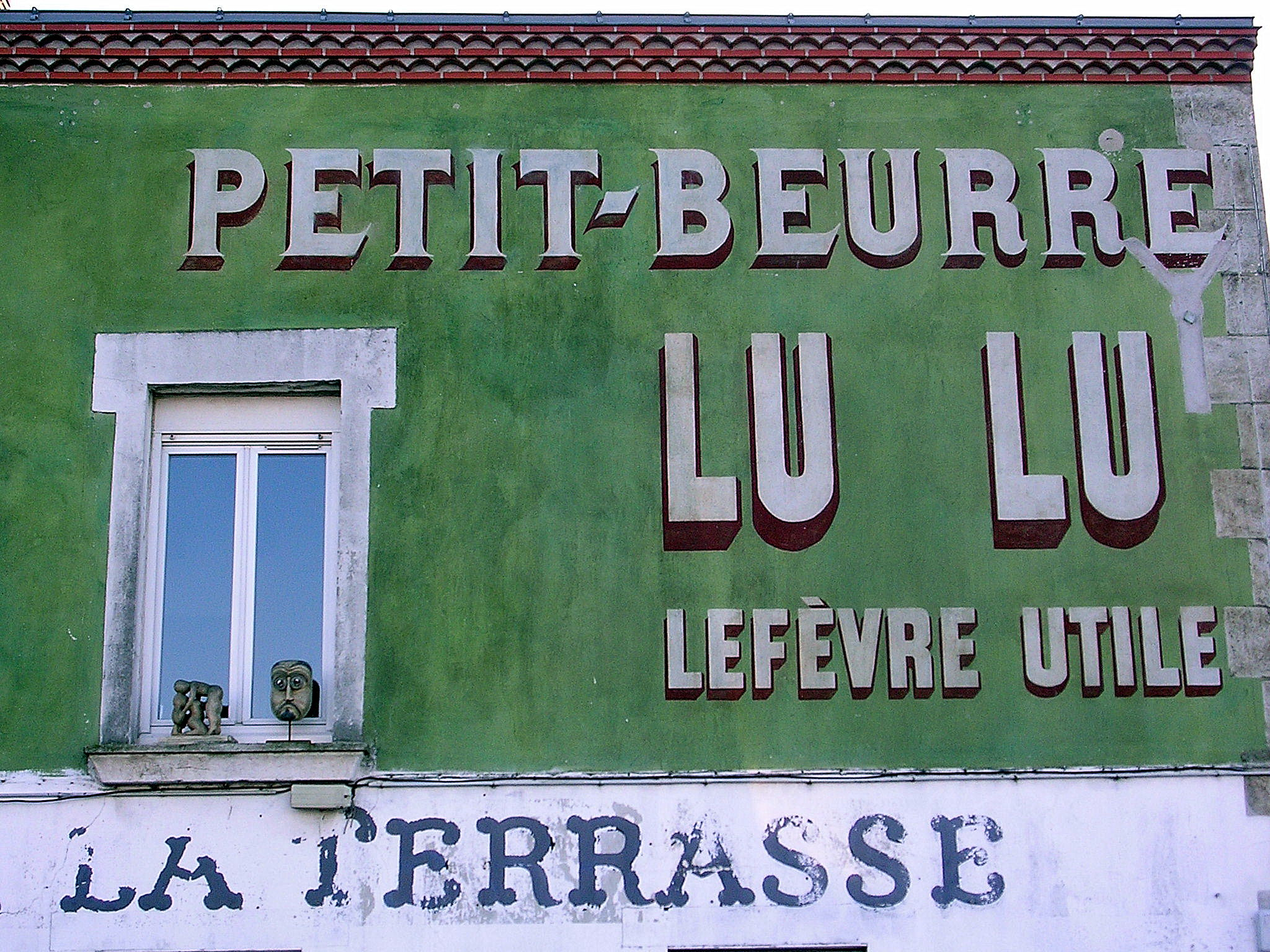
Publicité murale pour LU, à Nantes.

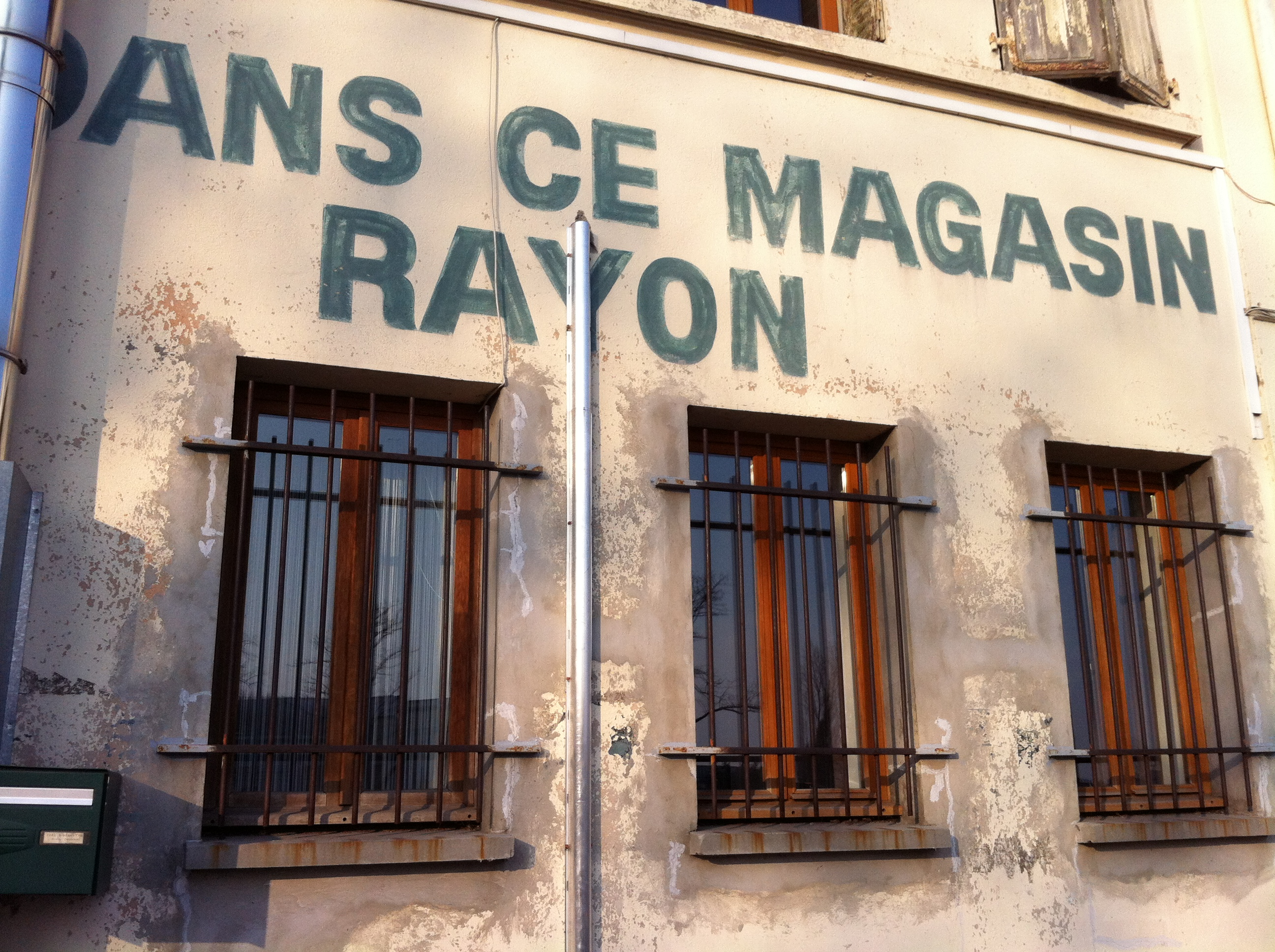
Enseigne d'épicerie, dans l'Ain.

Une publicité murale ou mur réclame (plus rarement enseigne murale) est un pan de mur, en général peint à la main, dont l'objet est d'indiquer la présence d'un magasin ou de faire la réclame d'un produit. 
Le mur réclame apparaît au XIXe siècle et est très en vogue dans la première moitié du XXe siècle. Des reliquats de ce type de signalisation peuvent être trouvés un peu partout dans le monde, notamment aux États-Unis, au Royaume-Uni, en France, en Belgique ou au Canada. En Afrique subsaharienne, cette forme de publicité est encore très présente : de nombreux commerces se signalent par une façade peinte, où sont représentés les produits à vendre. Ces murs sont très colorés et parfois dotés de slogans. La réalisation d'enseignes murales a aujourd'hui quasiment disparu ou est devenue marginale dans de nombreux pays, si ce n'est dans les pays du Sud où cette pratique est encore largement répandue. Le mur réclame connaît ses derniers moments de gloire en Europe dans les années 1950. Souvent, les publicités murales ont laissé place aux panneaux publicitaires. 

## Terminologie
En français, ces publicités sont désignées par les termes « murs peints publicitaires », « affiches peintes » ou « murs réclames ». La langue anglaise qualifie les publicités murales de ghost sign, ou plus rarement, pour les publicités, fading ads ou brickads. 
Les peintres de ces enseignes sont appelés pignonistes ou « peintres lettreurs » correspondant à wall dogs dans le monde anglo-saxon. Leur nom vient du fait qu'ils peignaient souvent sur le pignon d'une maison.

## Histoire

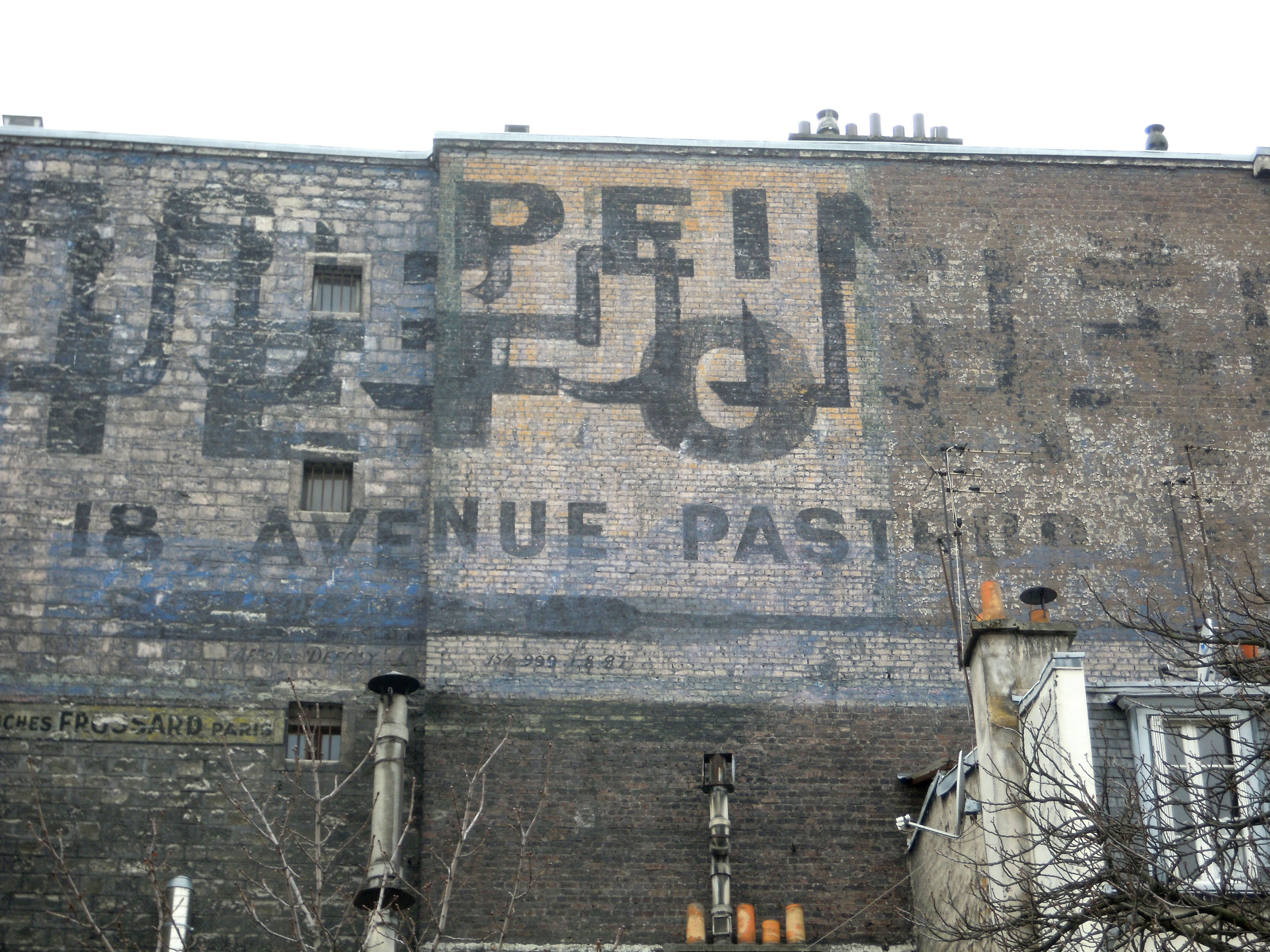
Anciennes publicités murales grattées et superposées formant un « palimpseste », Paris.

Le XIXe siècle est celui d'un élargissement des supports de la publicité et c'est dans ce mouvement qu'apparaissent les réclames peintes directement sur les murs. En France, dès 1842, des entreprises d'affichage proposent des peintures de ce type, moins fragiles et moins coûteuses que les enseignes traditionnelles. L'apparition de ce type de publicité est liée à l'avènement de la consommation de masse, ainsi qu'au développement des transports en commun (trains et tramways). Ceux-ci permettaient de se déplacer pour faire ses achats bien au-delà de son quartier, là où il fallait alors se repérer dans un environnement inconnu, mais ils obligeaient aussi à lire plus rapidement les annonces, compte tenu de la vitesse du déplacement. Dès lors, la nécessité de réclames peintes en grand format s'imposa. Les annonceurs se mirent à rechercher la monumentalité et la durabilité, deux qualités qu'offraient les murs peints. C'est ainsi que les murs aveugles et surtout les pignons vont héberger des messages publicitaires gigantesques. En France, le mur peint connaîtra un certain succès autour de 1870, mais ses progrès seront bloqués par un relèvement des taxes publicitaires. Une seconde période faste sera celle de l'entre-deux-guerres, avant que plusieurs mesures réglementaires aient raison de cette forme de publicité après la Seconde Guerre mondiale. 
Nombreuses sont les publicités murales qui n'existent plus aujourd'hui, pour trois raisons. D'abord, elles étaient sujettes à la pratique du palimpseste : on utilisait et réutilisait, après les avoir « grattés » et enduits d'une couche de fond, les mêmes murs. Ensuite, la pratique fut abandonnée et remplacée par l'affiche papier ou le panneau publicitaire. Finalement, bon nombre de ces œuvres se sont évanouies à cause des intempéries, des bombardements, des rénovations urbanistiques. Par ailleurs, les couleurs utilisées pour les publicités murales ont plus ou moins bien résisté au temps. On constate que le noir et le bleu résistent bien, alors que les couleurs rouges ont tendance à disparaître avec le temps à cause des ultra-violets du soleil. 
Aujourd'hui, les publicités murales qui ont survécu sont redécouvertes et sont considérées comme une trace des activités commerciales et industrielles, mais aussi des conceptions sociales et esthétiques d'une époque. Elles sont parfois également vues comme une forme d'art. De ce fait, on assiste à une volonté de patrimonialiser ces documents muraux.  Certaines publicités murales ont d'ailleurs été classées ou sont en voie de l'être, et sont répertoriées et photographiées (et ces photos postées sur des sites internet). 
Seules des réclames situées sur un pignon, à l'angle de la rue des Martyrs et de la rue Hippolyte-Lebas à Paris (9e arrondissement) sont protégées, elles sont inscrites au titre des monuments historiques depuis le 6 septembre 2012. Elles sont datées de 1908 et signées par le peintre-pignoniste Defoly, ce qui a permis leur protection par cette mesure.